# Aeroportul Internațional Isfahan
Aeroportul Internațional Isfahan (IATA: IFN, ICAO: OIFM) este un aeroport din Qahab-e Shomali Rural District⁠(d), Central District⁠(d), Isfahan County⁠(d), Isfahan Province⁠(d), Iran ce deservește zona Isfahan. Aeroportul a fost tranzitat în 2019 de 1.881.387 de pasageri. A fost deschis în 1982 și numit după zona deservită.
Situat la o altitudine de 1.546 m, aeroportul dispune de o singură pistă. Este operat de Iranian Airports Holding Company⁠(d).